# Affluenza (film)
Pour plus de détails, voir Fiche technique et Distribution.
Affluenza est un drame américain coproduit, coécrit et réalisé par Kevin Asch, sorti en 2014.

## Synopsis
Durant l'été, à Long Island, peu avant la crise bancaire et financière de l'automne 2008, l'entrée dans l'âge adulte de fils et filles de la bourgeoisie financière de Wall Street

## Fiche technique
- Titre original : Affluenza
- Titre français :
- Titre québécois  :
- Réalisation : Kevin Asch
- Scénario : Kevin Asch et Antonio Macia
- Direction artistique : Dara Wishingrad
- Décors :
- Costumes : Angelique A. Pesce
- Photographie : Tim Gillis
- Son :
- Montage : Suzanne Spangler
- Musique : MJ Mynarsk
- Production : Kevin Asch et Morris S. Levy
- Société(s) de production : Lookbook Films et M.E.G.A. Films
- Société(s) de distribution :
- Budget :
- Pays de production :  États-Unis (Filmbuff)
- Langue : Anglais
- Format : Couleur - 35 mm - 1,85:1 - Son Dolby numérique
- Genre : Drame
- Durée : 84 minutes
- Date de sortie :
  - États-Unis : 11 juillet 2014

## Distribution
- Ben Rosenfield : Fisher Miller
- Gregg Sulkin : Dylan Carson
- Nicola Peltz : Kate Miller
- Grant Gustin : Todd Goodman
- Steve Guttenberg : Philip Miller
- Samantha Mathis : Bunny Miller